# Hoadl
Der (auch: das) Hoadl (früher auch Haidl Berg) ist ein 2340 m ü. A. hoher Berg südwestlich von Innsbruck in Tirol.

## Lage und Umgebung
Der Hoadl bildet den nordwestlichen Abschluss der Kalkkögel. Im Südosten schließt sich der 2327 m hohe Widdersberg an. An den östlichen Flanken erstreckt sich das Skigebiet Axamer Lizum, wodurch der Hoadl durch eine Standseilbahn, die Olympiabahn, und eine 10er-Gondelbahn erschlossen ist. Nördlich des Gipfels liegen unterhalb des Nebengipfels Pleisen (2236 m) die Dörfer Birgitz, Axams, Grinzens und Sellrain oberhalb des Inntals.
Auf dem Gipfel steht das Panoramarestaurant Hoadl-Haus.

## Aufstieg
Der Aufstieg zum flachen Gipfel erfolgt entweder vom  Birgitzköpflhaus (über Halsl, Widdersbergsattel, Hoadlsattel), per direktem Anstieg aus der Axamer Lizum oder über den Pleisen. Im Winter ist der Berg ein beliebtes Ziel für Skitourengänger, er ist von Grinzens in vier und von der Axamer Lizum als Pistentour in zwei Stunden zu erreichen.

## Galerie

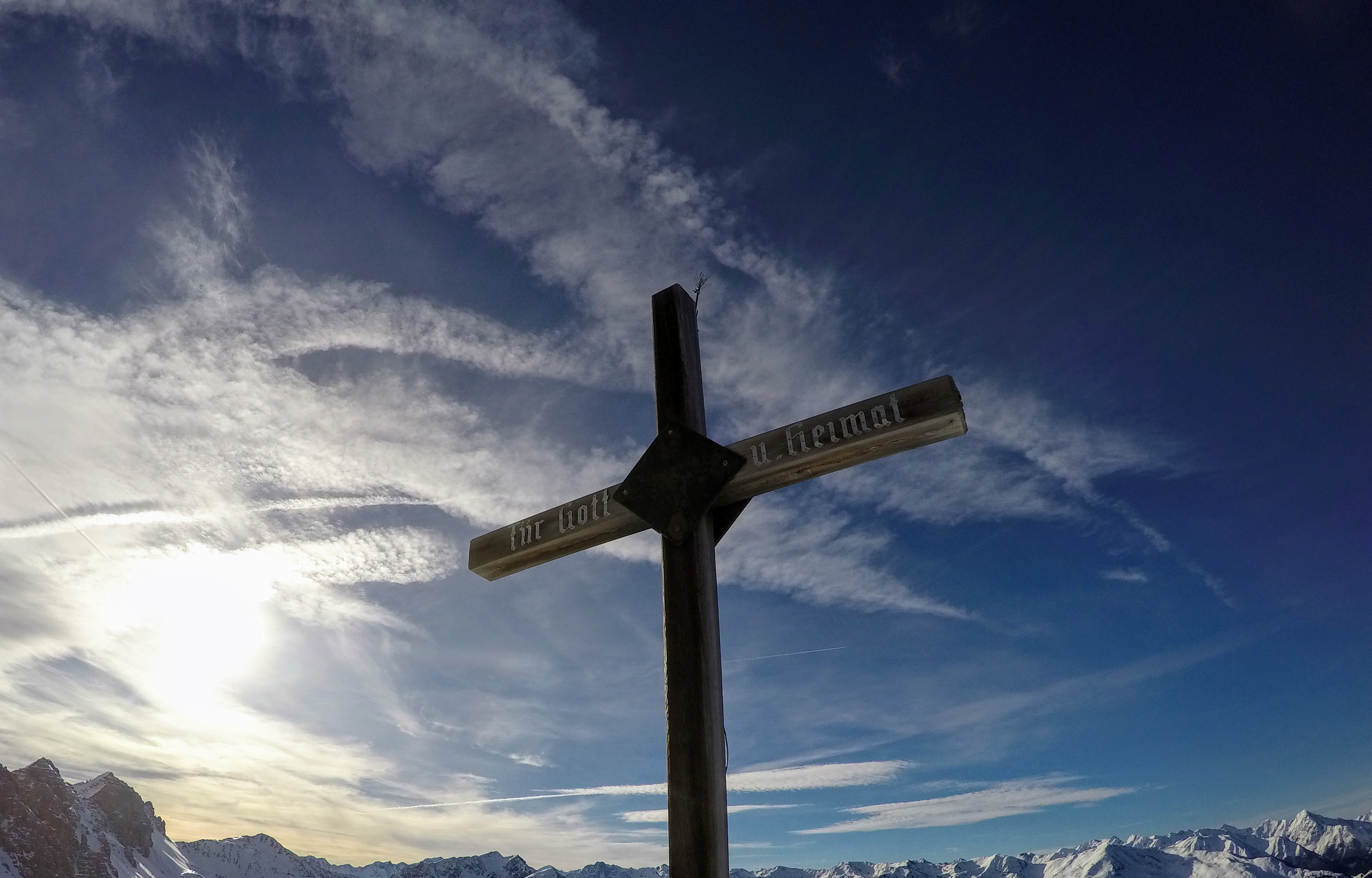
Gipfelkreuz
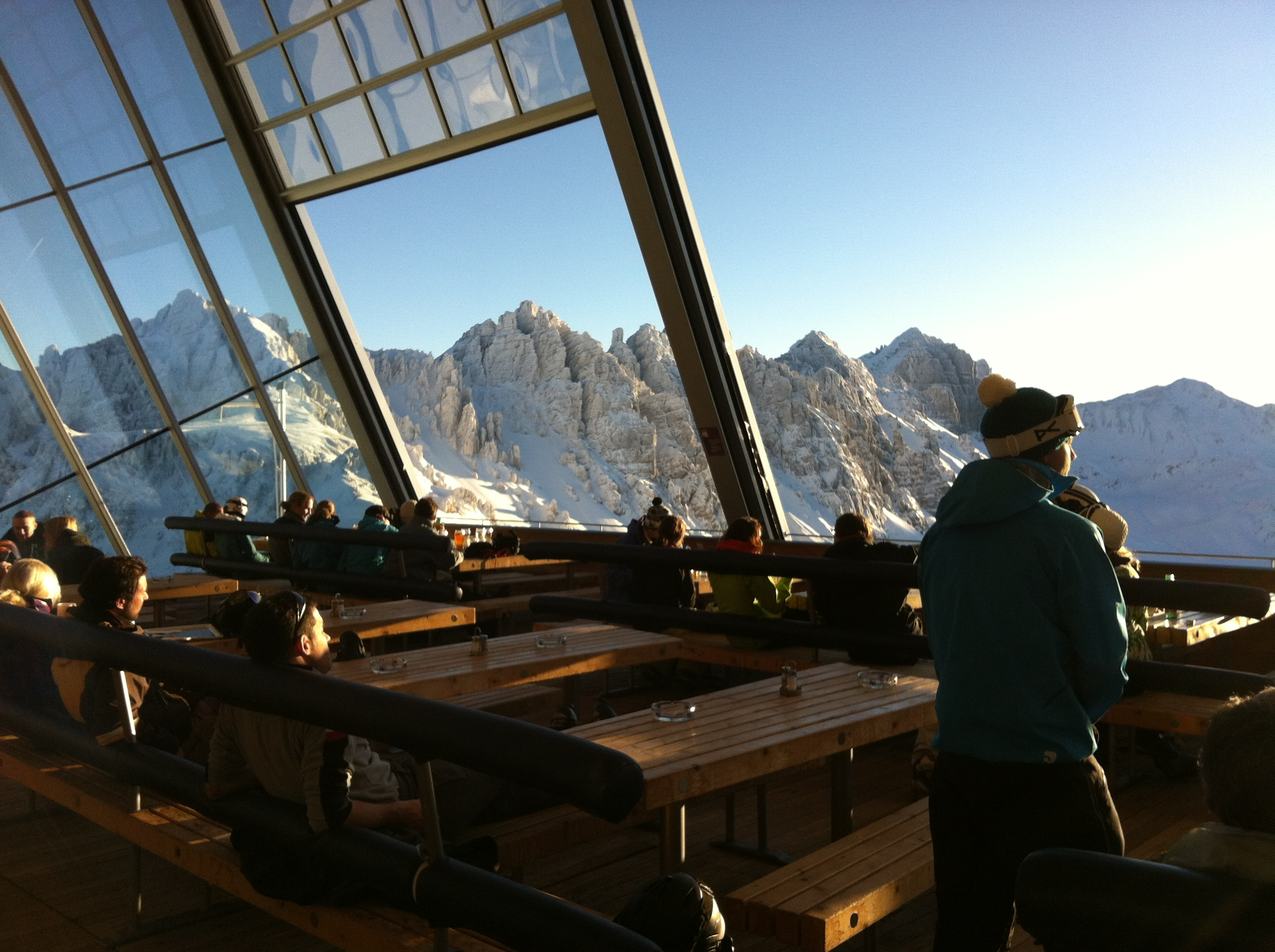
Blick aus dem Hoadl-Haus